# 三宅 (福岡市)
三宅（みやけ）は、福岡県福岡市南区の地名。現行行政地名は三宅一丁目から三宅三丁目。郵便番号は811-1344。

## 地理
旧三宅村は現在の三宅の一部になっている。
三宅小学校の隣地に在する若宮八幡宮は、朝廷の出先機関である筑紫官家（つくしのみやけ）跡とされ、そこから「三宅」の名がつけられたという。
三宅小学校、三宅中学校は校区だが、三宅中学校は大橋三丁目に所在する。
西鉄大橋駅から徒歩10分程度であり、国道385号線（みやけ通り）や都市計画道路長浜太宰府線が地区を貫くなど交通の要衝だが、地区の東を那珂川が流れるなど自然も感じられ、また、河畔には温泉（博多温泉）も湧くなど、特色豊かな地域である。

## 施設
三宅一丁目
- 清星幼稚園

三宅二丁目
- 福岡市立三宅小学校
- 若宮八幡宮
- 三宅郵便局

三宅三丁目
- 三宅中央公園
- 博多温泉「富士の苑」
- 富士の苑温泉ゴルフ場
- 福岡新生キリスト教会
- 福岡市立南市民プール